# Josip Juraj Strossmayer
Josip Juraj Strossmayer (4. února 1815 Osijek, Slavonie – 8. dubna 1905, Đakovo) byl chorvatský teolog, spisovatel, národopisec, vlastenecký pracovník a politik. V letech 1850 až 1905 působil jako biskup bosensko-srijemský ve východním Chorvatsku (v Đakově). Byl také významným mecenášem.

## Život

### Původ a dětství
Narodil se v chorvatské rodině. Jeho praděd pocházející z horního Rakouska se usadil v Osijeku, kde se oženil s Chorvatkou. Josip Juraj navštěvoval základní školu a gymnázium v Osijku a absolvoval dvouletý filosofický kurz v katolickém seminář v Đakově. Poté studoval teologii v Pešti, kde v roce 1834 absolvoval filozofii. V roce 1838 byl vysvěcen a dva roky strávil v Petrovaradinu jako vikář. O dva roky později (1840) odešel do Augustinea ve Vídni a v roce 1842 se stal doktorem teologie a profesorem kanonického práva na vídeňské univerzitě, kde obhájil disertační práci na téma jednoty církve. fesorem semináře, poté dva roky ve Vídni, kaplanem v Augustineu. V té době také vyučoval kanonické právo na vídeňské univerzitě.
v Pešti, kde se seznámil s Janem Kollárem, a též ve Vídni. Přátelil se i s Františkem Palackým. Stoupenec obnovy ilyrské kultury (zahrnující západní část balkánského poloostrova) usiloval o sjednocení slovanských kultur a literatur, zejména slovinské a chorvatské, také ve spolupráci se srbskou. Byl přesvědčen, že chorvatský národ může být rovnocenný ostatním evropským národům jen za předpokladu, že bude mít vlastní kulturní a vědecké instituce. Chorvatsko se v jeho záměrech mělo stát pro jižní Slovany jakýmsi Toskánskem. Jako obhájce slovanství byl odpůrcem násilné maďarizace Slovenska, která nastala po tzv. rakouském vyrovnání. Přispěl k hospodářskému povznesení biskupských statků, a výtěžku z nich použil k financování řady kulturních, vzdělávacích a politických podniků. V roce 1867 založil v Záhřebu, který pokládal za kulturní centrum širší Jugo-Slávie, Jihoslovanskou akademii věd a umění, na jejíž činnost věnoval 50 tisíc zlatých, a později obrazárnu, která je základem dnešní Strossmayerovy galerie. Roku 1874 obnovil záhřebskou univerzitu, inicioval vydávání starobylých literárních památek, sběr mincí i lidových písní. Podporoval Matici illyrskou, která sloužila k vydávání chorvatských knih, sám založil 70 škol a mnohé další povznesl. Podpoře vzdělávání sloužil Strossmayerův fond, který finančně pomáhal budoucím spisovatelům, umělcům, právníkům a lékařům během studií. Ve svém sídelním městě vybudoval katedrálu sv. Cyrila a Metoděje, a k výchově kněžského dorostu založil kněžský seminář. Jeho heslem bylo „Osvětou ku svobodě!“.

### Strossmayer a papežství

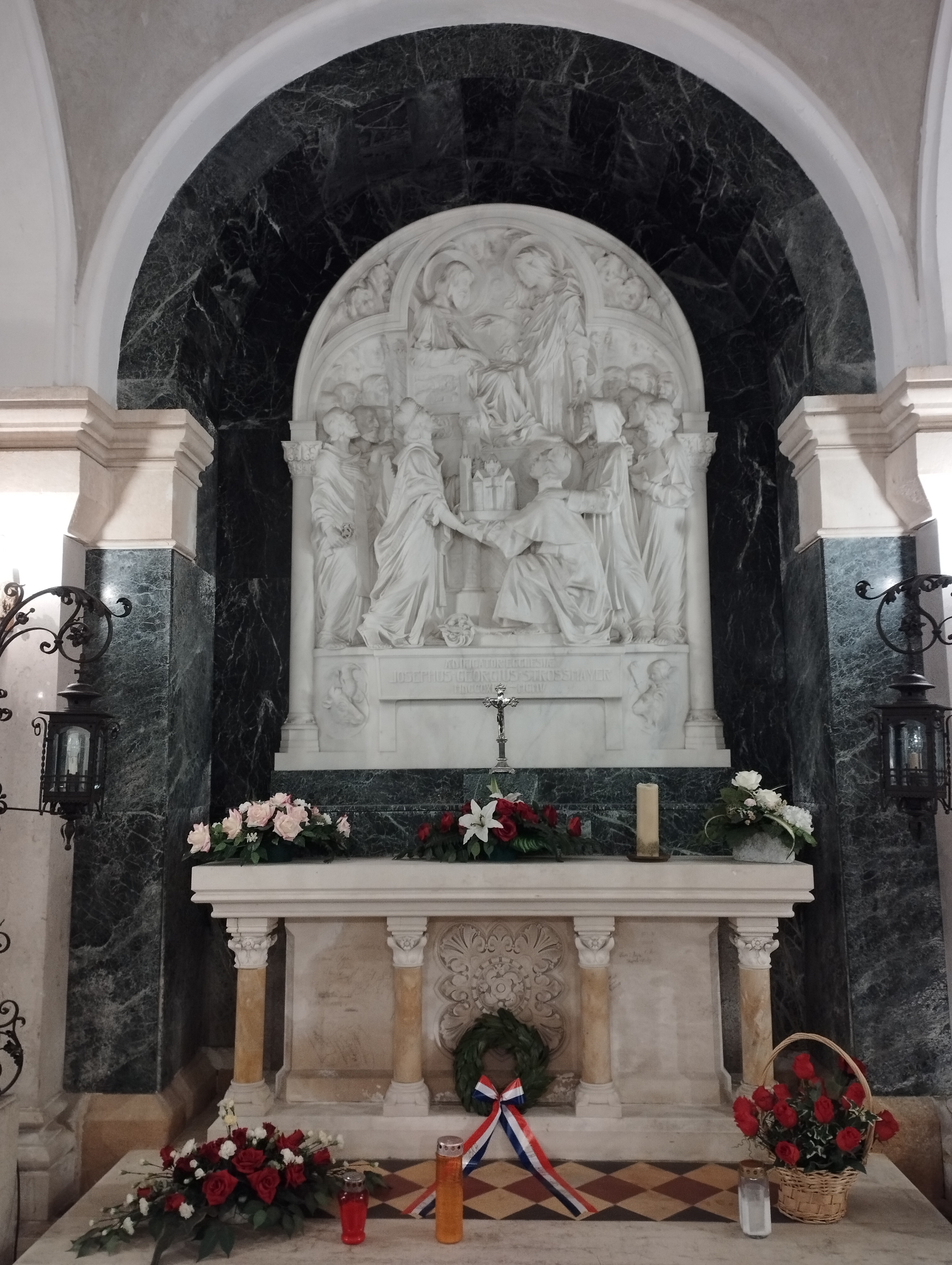
Strossmayerův náhrobek v katefrále svatého Petra v Đakovu.

Biskup Strossmayer významně zasáhl do diskusí na prvním vatikánském koncilu, kde se přidal k odpůrcům vyhlášení dogmatu o neomylnosti papeže, tzv. antiinfallibilistům. Nebyl ovšem principiálním oponentem tohoto článku víry, zastával však mínění dalších významných církevních hodnostářů (Bedřicha Schwarzenberga, Othmara Rauschera aj.), že jeho vyhlášení je z politických důvodů nevhodné. Této vlivné skupině se na koncilu říkalo neoportunisté. Svým vystoupením dne 22. března 1870, ve kterém prohlásil, že „protestanti bloudí, ale bloudí v dobré víře“, vyvolal dvojí napomenutí ze strany prefekta Kongregace pro evangelizaci národů kardinála Capaltiho, a nakonec ho shromáždění biskupové hlukem donutili opustit řečnickou tribunu. Podle dobového publicisty R. de Cesareho přitom prý někteří volali: „Descendat haereticus! Damnamus eum!“. Dogmatu, které bylo nakonec schváleno, se podrobil jako jeden z posledních, a to až v roce 1873.
Pontifikát papeže Lva XIII. Strossmayerovi umožnil lépe prosazovat snahy o vstřícnější postoj k pravoslaví a o hlubší prosazení myšlenky slovanské vzájemnosti. Na jeho doporučení Lev XIII. v roce 1880 vydal encykliku Grande munus (Veliký úkol), v níž ocenil cyrilometodějskou úctu a doporučil její šíření. Ruského náboženského myslitele a filozofa Vladimíra Solovjova Strossmayer pohnul k sepsání spisu Quelques considérations sur l'union des Églises (Několik úvah o církevní unii, 1886), které Solovjov poslal přímo papeži a jeho státnímu sekretáři. Úvahy se staly základem jeho velikého díla La Russie et l'Église universelle (Rusko a všeobecná církev, Paříž 1889), jehož knižní vydání Strossmayer opatřil předmluvou. Kniha představovala „bod obratu“ v uvažování o církevní unii mezi katolicismem a pravoslavím.

### Politická činnost
Jako významný politik a jeden z vůdců Národní strany, kterou řídil v letech 1860–1873, byl Strossmayer členem rakouské Říšské rady ve Vídni. Vynikl jako znamenitý řečník. Stavěl se proti dualismu, prosazoval přebudování monarchie ve svaz samosprávných národních celků, a prosazoval tzv. jižní austroslavismus. Významně se zasloužil o dojednání konkordátu mezi Papežským státem a Černou Horou, který byl podepsán v roce 1866, nebyl ovšem úspěšný při jednáních o konkordátu se Srbskem (ten byl schválen až v roce 1913). Ve Vídni a Pešti nebyly jeho iniciativy a názory přijímány s pochopením. Strossmayerovi žáci proto byli pronásledování a museli utíkat z domova – mnoho z nich našlo útočiště v Praze, kde byl jejich patronem Tomáš Garrigue Masaryk. Praha mu v roce 1888 udělila pro jeho zásluhy o slovanskou spolupráci čestné občanství a později (1925) po něm pojmenovala významné náměstí.

## Odkaz
Je po něm pojmenováno pražské Strossmayerovo náměstí.
| đakovští biskupové        | đakovští biskupové                | đakovští biskupové    |
| ------------------------- | --------------------------------- | --------------------- |
| Předchůdce: Josip Kukoviċ | 1850–1905 Josip Juraj Strossmayer | Nástupce: Ivan Krapac |